# 이재경 (다이빙 선수)
이재경(1999년 11월 25일~)은 대한민국의 다이빙 선수이다.

## 경력
1999년 울산광역시 울주군에서 태어났다. 어린 시절부터 다이빙을 했으며 구영초등학교 재학 시절부터 대한민국 국내 대회에 출전하면서 메달을 획득했다.
2018년 인도네시아 자카르타에서 열린 2018년 아시안 게임 대표팀 예비 선수로 발탁되었으며 실제 경기는 뛰지 않았다. 이후 2019년 7월에 이탈리아 나폴리에서 열린 2019년 하계 유니버시아드를 통해 국제 대회에 데뷔했다. 그는 이 대회에서 1m 스프링보드 9위에 올랐고 3m 스프링보드 종목에서 중국의 류천밍의 뒤를 이어 은메달을 획득했다. 또한 10m 플랫폼에서 10위를 했고 조은비와 함께 참가한 혼성 단체전에서 중국과 멕시코팀의 뒤를 이어 동메달을 획득했다.
2021년 5월에는 일본 도쿄에서 열린 2021년 다이빙 월드컵에 참가했으며 10m 플랫폼 종목에서 27위에 올랐다. 2022년 6월에는 헝가리 부다페스트에서 열린 2022년 세계 선수권 대회에 참가하여 10m 플랫폼 27위, 3m 스프링보드 28위, 1m 스프링보드 19위에 올랐다. 
2023년 4월 중국 시안에서 열린 2023년 다이빙 월드컵 예선에서는 김영택과 짝을 이뤄 10m 싱크로 5위에 올랐다. 같은 해 7월에는 일본 후쿠오카에서 열린 2023년 세계 선수권 대회에 참가하여 3m 스프링보드 35위, 10m 플랫폼 종목에서 14위에 올랐다. 또한 김수지와 함께 출전한 3m 혼성 싱크로 스프링보드에서 중국, 오스트레일리아, 이탈리아의 뒤를 이어 4위에 올랐다. 이후 9월에는 중국 항저우에서 열린 2022년 아시안 게임에 참가했으며 은메달 2개와 동메달 1개를 획득하였다. 그는 대회 첫 경기인 3m 스프링보드에서 중국의 왕쭝위안과 정주위안의 뒤를 이어 3위로 동메달을 획득했으며 두번째 경기인 10m 플랫폼 경기에서는 7위에 올랐다. 이후 3m 싱크로 스프링보드 경기에에서는 우하람과 함께 중국팀의 뒤를 이어 은메달을 획득했고 김영남과 함께 출전한 10m 싱크로 플랫폼 종목에서도 중국팀의 뒤를 이어 은메달을 획득했다.
2024년 2월 카타르 도하에서 열린 2024년 세계 선수권 대회에 참가했다. 그는 1m 스프링보드에서 19위, 3m 스프링보드에서 15위에 올랐으며 김영택과 함께 출전한 3m 싱크로 스프링보드에서는 8위에 올랐다. 대회 마지막 경기인 3m 혼성 싱크로 스프링보드에서 지난 대회에 이어 김수지와 함께 출전해 동메달을 획득하면서 대한민국 남자 다이빙 선수로는 최초로 세계 선수권 대회 메달을 획득했다.

## 개인사
2022년 1월 8일 다이빙 선수 출신인 강유나와 결혼했다. 두 부부 사이에 2021년에 태어난 딸 이민아가 있다.